# Tituly a vyznamenání Dwighta D. Eisenhowera

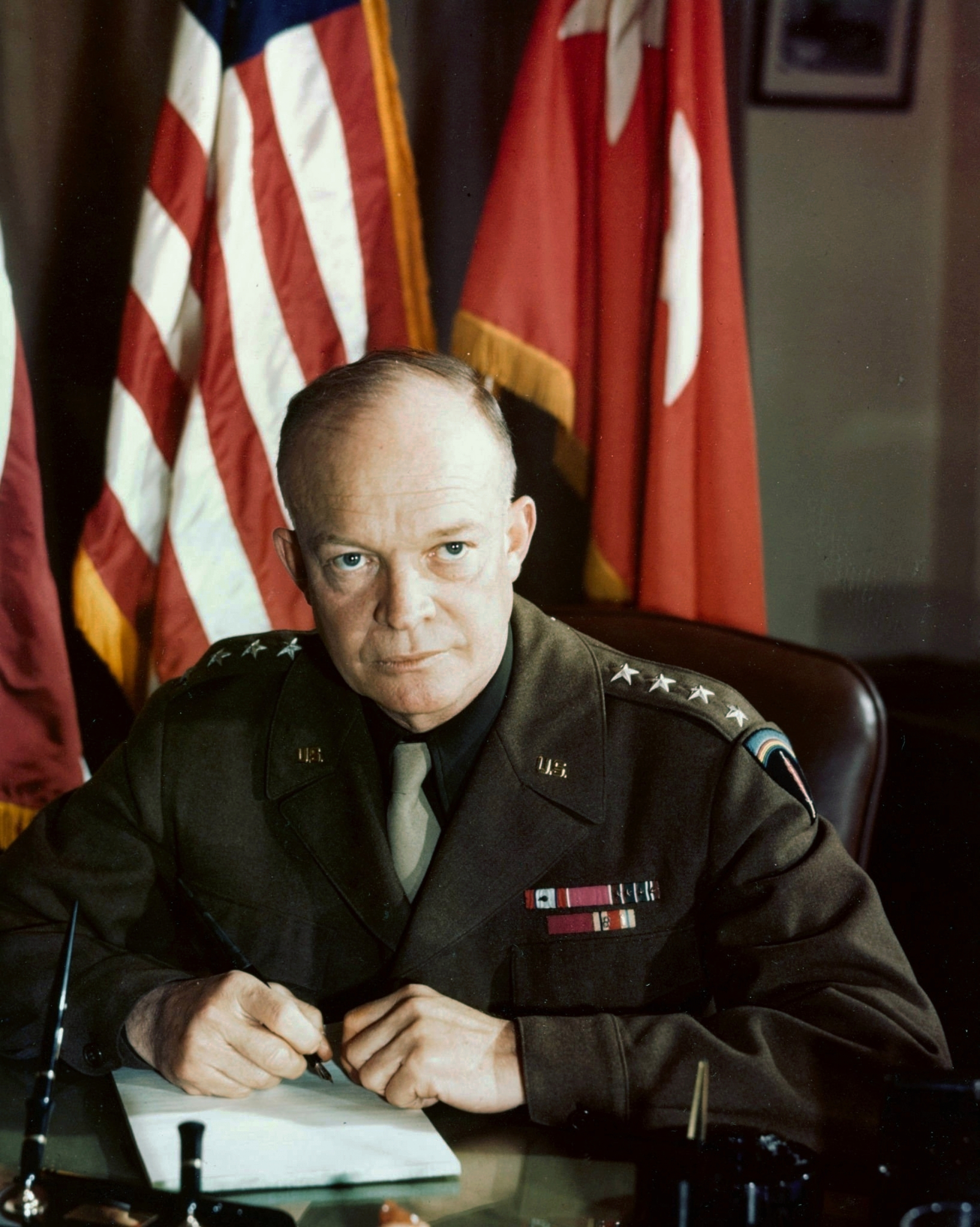
Generál D. D. Eisenhower v uniformě se stužkami Army Distinguished Service Medal, Legion of Merit, Medaile za tažení v Evropě, Africe a na Blízkém východě, Řádu lázně a Africké hvězdy

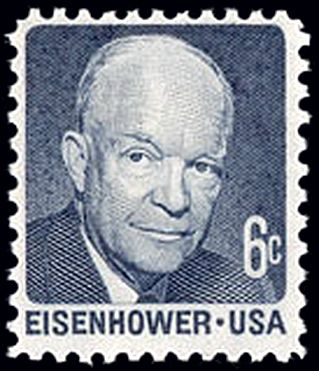
D. D. Eisenhower na poštovní známce z roku 1970

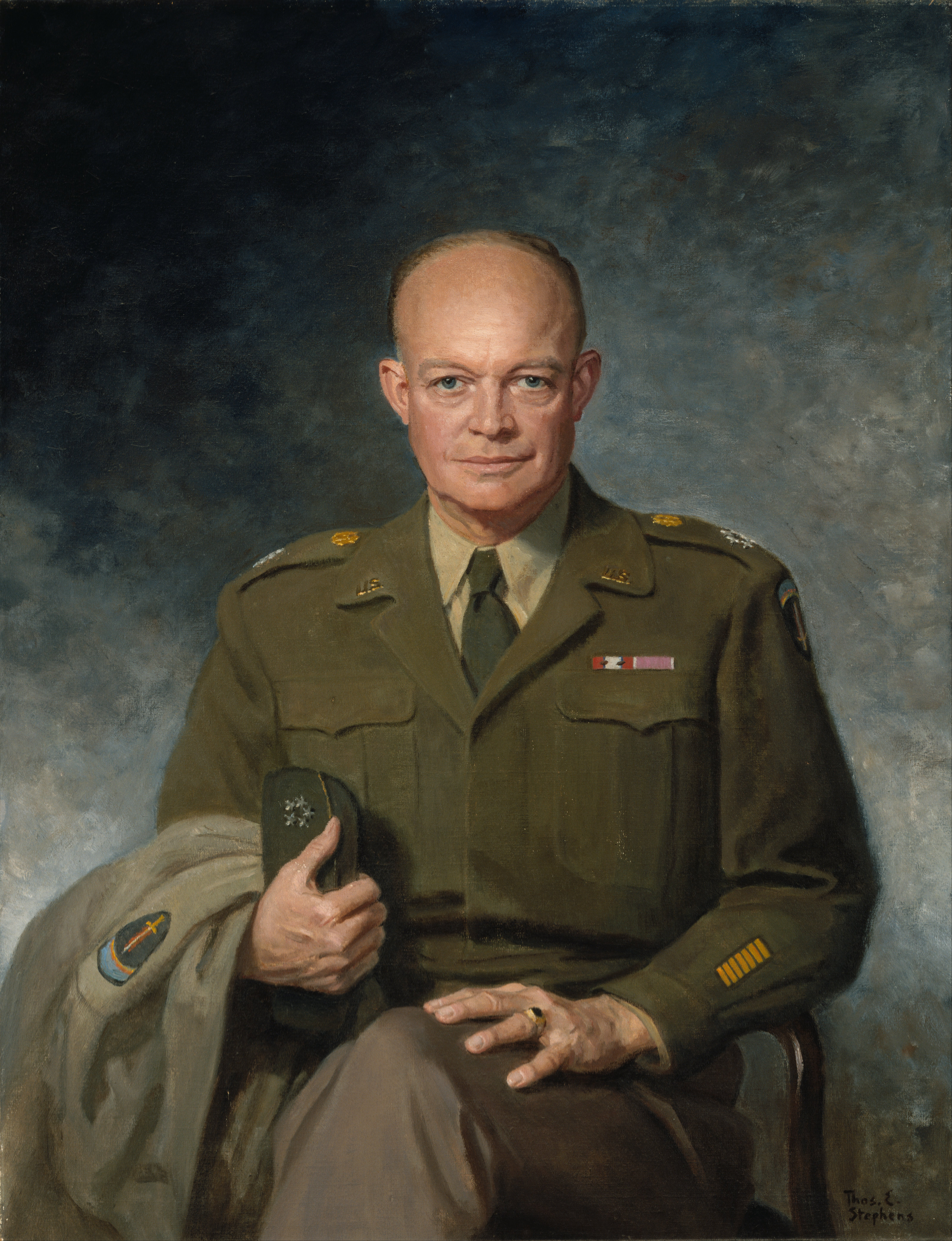
Portrét D. D. Eisenhowera

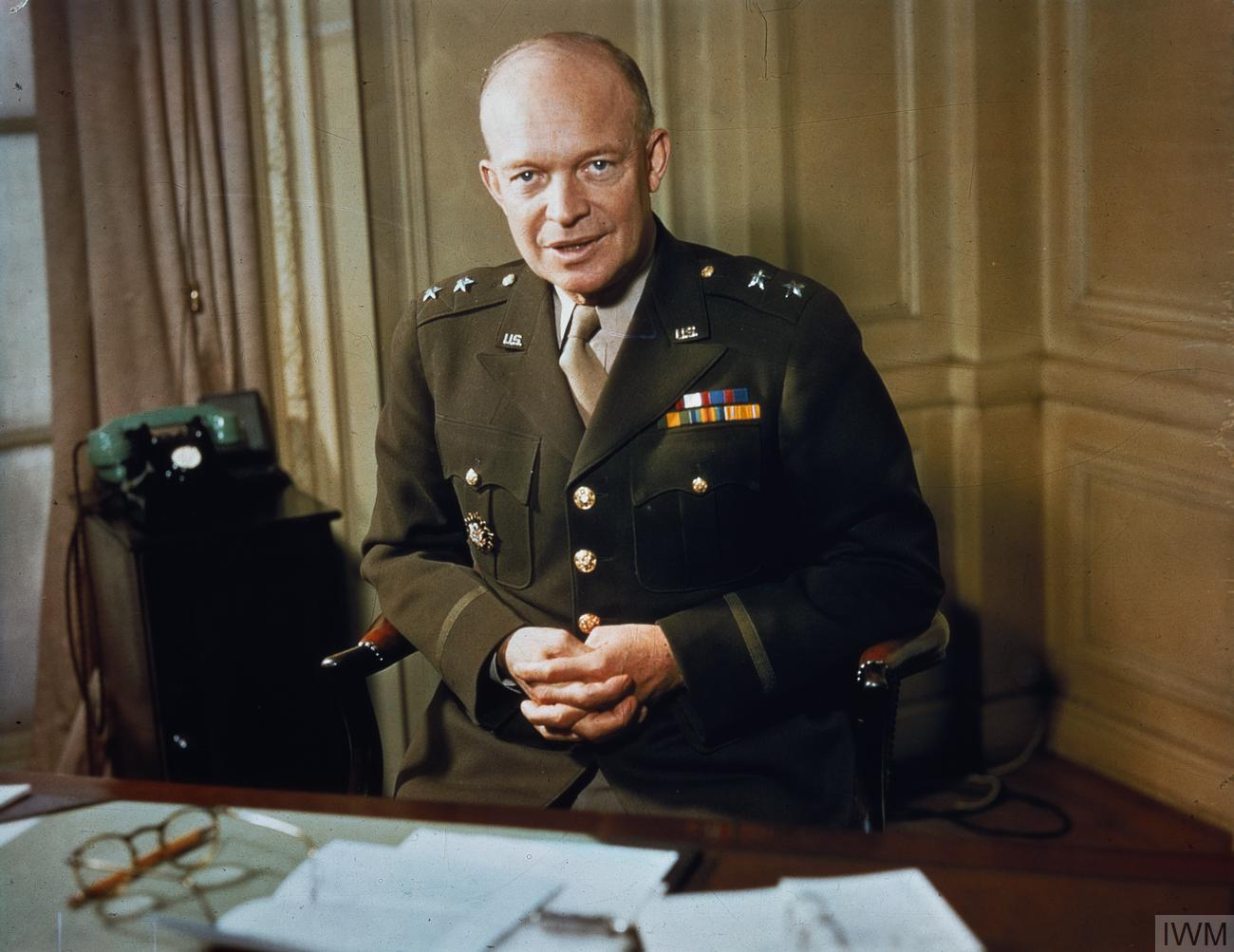
Generálmajor D. D. Eisenhower v roce 1942

Dwight David Eisenhower, americký generál a prezident Spojených států amerických, obdržel během svého života řadu amerických i zahraničních řádů a medailí.

## Vojenské hodnosti
- kadet – United States Military Academy, 14. června 1911
- podporučík – pravidelná armáda, 12. června 1912
- poručík – pravidelná armáda, 1. července 1916
- kapitán – pravidelná armáda, 15. května 1917
- major – národní armáda, 17. června 1918
- podplukovník – národní armáda, 20. října 1918
- kapitán – pravidelná armáda, 30. června 1920 (návrat k trvalé hodnosti)
- major – pravidelná armáda, 2. července 1920
- kapitán – pravidelná armáda, 4. listopadu 1922 (kvůli redukci armády zbaven hodnosti majora)
- major – pravidelná armáda, 26. srpna 1924
- podplukovník – pravidelná armáda, 1. července 1936
- plukovník – Army of the United States, 6. března 1941
- brigádní generál – Army of the United States, 29. září 1941
- generálmajor – Army of the United States, 27. března 1942
- generálporučík – Army of the United States, 7. července 1942
- generál – Army of the United States, 11. února 1943
- brigádní generál – pravidelná armáda, 30. srpna 1943
- generálmajor – pravidelná armáda, 30. srpna 1943
- generál armády – Army of the United States, 20. prosince 1944
- generál armády – pravidelná armáda, 11. dubna 1946

## Vyznamenání

Erb Dwighta Eisenhowera

### Americká vyznamenání
- Army Distinguished Service Medal se čtyřmi bronzovými dubovými listy – 7. října 1922, 7. září 1943, 13. července 1945, 7. února 1948 a 2. června 1952
- Navy Distinguished Service Medal – 25. června 1947
- Legion of Merit – 25. listopadu 1943
- Medaile za službu na mexické hranici – 9. července 1918
- Medaile Vítězství v první světové válce – 9. dubna 1918
- Medaile za službu v amerických obranných silách – 2. dubna 1947
- Medaile za evropsko-africko-středovýchodní tažení s 9 služebními hvězdičkami – 22. července 1947
- Medaile Vítězství ve druhé světové válce – 2. dubna 1947
- Army of Occupation Medal se sponou Germany – 2. dubna 1947
- Medaile za službu v národní obraně se služební hvězdičkou

### Zahraniční vyznamenání
- Argentina
  -  velkokříž Řádu osvoboditele generála San Martína – 12. května 1950
- Belgie
  -  velkostuha Řádu Leopolda – 30. července 1945
  -  Válečný kříž s palmou – 30. července 1945
- Brazílie
  -  velkokříž Řádu Jižního kříže – 5. srpna 1946
  -  velkokříž Řádu za vojenské zásluhy – 19. června 1946
  -  velkokříž Leteckého záslužného řádu – 5. srpna 1946
  -  Válečná medaile – 1. července 1946
  -  Medaile za tažení – 6. srpna 1946
- Čínská republika
  -  velkostuha speciální třídy Řádu oblaku a praporu – 18. září 1947
- Československo
  -  Řád Bílého lva I. třídy, civilní skupina – 9. října 1945[2][3]
  -  velkokříž Řádu Bílého lva za vítězství – 11. října 1945
  -  Československý válečný kříž 1939 – 11. října 1945
- Dánsko
  -  rytíř Řádu slona – 19. prosince 1945
- Egypt
  -  velkostuha Řádu Ismaíla – 24. května 1947
- Ekvádor
  -  Řád Abdóna Calderóna I. třídy
- Etiopské císařství
  -  Řád Šalomounovy pečeti – 14. února 1948[4]
  -  člen Řádu královny ze Sáby – 16. května 1954[4]
- Filipíny
  -  řetěz Řádu Sikatuna – 16. června 1960[5]
  -  Chief Commander Řádu filipínské čestné legie – 9. dubna 1961
  -  Záslužná služební hvězda – 12. prosince 1939
- Francie
  -  velkokříž Řádu čestné legie – 15. června 1943
  -  Ordre de la Libération – 5. září 1945
  -  Médaille militaire – 21. května 1952
  -  Croix de guerre 1939–1945 s palmou – 19. června 1943
- Guatemala
  -  Kříž za vojenské zásluhy I. třídy – 30. dubna 1947
- Haiti
  -  velkokříž Národního řádu cti a zásluh – 3. června 1945
- Chile
  -  velkokříž Řádu za zásluhy – 12. března 1947
- Itálie
  -  velkokříž Italský vojenský řád – 5. prosince 1947
- Japonsko
  -  řetěz Řádu chryzantémy – 27. září 1960
- Jugoslávie
  -  Královský jugoslávský pamětní válečný kříž – 29. dubna 1967
- Lucembursko
  -  velkokříž Řádu dubové koruny – 3. srpna 1945
  -  Vojenská medaile – 3. srpna 1945[6]
  -  Válečný kříž – 1945
- Maroko
  -  velkokříž Řádu Ouissam Alaouite – 9. července 1943
  - Řád Muhammada – 25. listopadu 1957
- Mexiko
  -  řetěz Řádu aztéckého orla – 15. srpna 1946
  -  Medaile za vojenské zásluhy – 17. srpna 1947
  - Medaile za občanské zásluhy – 15. srpna 1946
- Nizozemsko
  -  velkokříž Řádu nizozemského lva – 14. července 1945
- Norsko
  -  velkokříž Řádu svatého Olafa – 20. listopadu 1946
- Pákistán
  -  Řád Pákistánu I. třídy – 7. prosince 1957
- Panama
  -  Řád Manuela Amadora Guerrera – 8. června 1956
  -  velkokříž Řádu Vasco Núñeze de Balboa – 13. června 1946
- Polsko
  -  velkokříž Řádu znovuzrozeného Polska – 18. května 1945
  -  velkokříž Řádu Virtuti Militari – 25. září 1944[7]
  -  Řád grunwaldského kříže I. třídy – 7. září 1945
- Rakousko
  -  velká čestná dekorace ve zlatě na stuze Čestného odznaku Za zásluhy o Rakouskou republiku – 13. října 1965[8]
- Řecko
  -  velkokříž Řádu Jiřího I. s meči – 13. července 1946
  -  velkokříž Řádu Spasitele – 14. března 1952
- Sovětský svaz
  -  Řád vítězství – 5. června 1945 – za velmi vysoké zásluhy ve velkých bojových operacích, které vedly k vítězství spojenců nad nacistickým Německem
  -  Řád Suvorova I. třídy – 19. února 1944
- Spojené království
  -  čestný rytíř velkokříže Řádu lázně – 12. června 1943
  -  Řád za zásluhy – 12. června 1945
  -  Africká hvězda se sponou 8 – 18. listopadu 1943
  -  Válečná medaile 1939–1945
- Thajsko
  -  rytíř Řádu Mahá Čakrí – 28. června 1960[9]
- Tunisko
  -  velkostuha Řádu slávy – 29. května 1943
- Vatikán
  -  rytíř velkokříže Rytířského řádu Božího hrobu jeruzalémského – 15. září 1953